# Półchleb
Półchleb (deutscher Name: Polchlep, früher auch: Poldichlep) ist ein Dorf in der polnischen Woiwodschaft Westpommern. Es gehört zur Gmina Świdwin (Schivelbein) im Kreis Schivelbein.

## Geographische Lage
Półchleb liegt als Straßendorf südlich der Kreisstadt Świdwin (Schivelbein) an der Woiwodschaftsstraße Nr. 151 Świdwin – Łobez (Labes). Im Westen bildet die Rega die Ortsgrenze. Nächste Bahnstation ist Świdwin an der Bahnstrecke Stargard Szczeciński–Gdańsk.

## Name
Die Herkunft des Namens ist nicht sicher. Möglich ist die Bedeutung pole-ch-leba = Ebene am Fluss (= Rega).

## Geschichte
Im Jahre 1540 wird Polchlep als Besitz des Johanniterordens genannt. Der Ort dürfte wenige Jahrzehnte vorher noch nicht existent gewesen sein. 1736 wird Polchlep dem Mühlenzwang der Schlossmühle Schivelbein untergeordnet (bis 1808). 1834 leben hier 80 Einwohner, 1861 sind es 96, und 1939 dann 201 (in 45 Haushaltungen).
Die Gemeindefläche beträgt 1939  insgesamt 796,9 Hektar. Der größte Teil der Bevölkerung arbeitete in der Landwirtschaft.
Bis 1945 gehörte das Dorf zum Amtsgerichtsbereich Schivelbein. Es bildete mit Panzerin und Schlönwitz den Amtsbezirk Schlönwitz, der bis 1932 zum Landkreis Schivelbein gehörte, bis dieser in den Landkreis Belgard (Persante) integriert wurde. Panzerin, Schlönwitz und Polchlep bildeten auch den gemeinsamen Standesamtsbezirk Schlönwitz.
Anfang März 1945 wurde Polchlep von russischen Truppen eingenommen. Die Vertreibung der einheimischen Bevölkerung begann im Herbst 1945. Polchlep kam als Półchleb in polnische Hand und ist heute ein Teil der Gmina Świdwin im Powiat Świdwiński.

## Kirche
Polchlep war bis 1945 in das Kirchspiel Schlönwitz eingepfarrt. Der Ort gehörte somit zum Kirchenkreis Schivelbein in der Kirchenprovinz Pommern der evangelischen Kirche der Altpreußischen Union. Letzter deutscher Geistlicher vor 1945 war Pfarrer Johannes Jentsch.
Heute gehört Półchleb zum Kirchspiel Koszalin (Köslin) in der Diözese Pommern-Großpolen der polnischen Evangelisch-Augsburgischen Kirche.

## Schule
Die einklassige Volksschule leitete bis 1945 Lehrer Ernst Peske.